# Skookum Jim
Jim Skookum – Keish (ur. 1855 – zm. 11 czerwca 1916) – odkrywca złota w Klondike.
Pochodził z ludu Tagish Khwáan zamieszkującego tereny Kanady nad jeziorami Tagish i Marsh Yukon. 16 sierpnia 1896 natrafił na złotonośne pokłady nad Bonanza Creek, dopływem rzeki Jukon. Zapoczątkowało to nowy rozdział w historii tych niedostępnych i odludnych terenów.

## Źródła internetowe
- Biografia Jima Skookuma
- Ludy pierwotne zamieszkujące Kanadę. ctfn.ca. [zarchiwizowane z tego adresu (2010-07-24)].
- Język Tagish. ynlc.ca. [zarchiwizowane z tego adresu (2008-04-17)].